# Knoutsodonta
Knoutsodonta Hallas & Gosliner, 2015 è un genere di molluschi nudibranchi della famiglia Onchidorididae.

## Tassonomia
Il genere comprende le seguenti specie:
- Knoutsodonta albonigra (Pruvot-Fol, 1951)
- Knoutsodonta bouvieri (Vayssière, 1919)
- Knoutsodonta brasiliensis (Alvim, Padula & Pimenta, 2011)
- Knoutsodonta cervinoi (Ortea & Urgorri, 1979)
- Knoutsodonta depressa (Alder & Hancock, 1842)
- Knoutsodonta inconspicua (Alder & Hancock, 1851)
- Knoutsodonta jannae (Millen, 1987)
- Knoutsodonta jannaella (Martynov, N. Sanamyan & Korshunova, 2015)
- Knoutsodonta maugeansis (Burn, 1958)
- Knoutsodonta neapolitana (Delle Chiaje, 1841)
- Knoutsodonta oblonga (Alder & Hancock, 1845)
- Knoutsodonta pictoni Furfaro & Trainito, 2017
- Knoutsodonta pusilla (Alder & Hancock, 1845)
- Knoutsodonta reticulata (Ortea, 1979)
- Knoutsodonta sparsa (Alder & Hancock, 1846)
- Knoutsodonta tridactila (Ortea & Ballesteros, 1982)